# Club Unión Tarija
El Club Unión Tarija és un club de futbol bolivià de la ciutat de Tarija.
El club fou fundat el 8 d'abril de 1980 com a Club Unión Central.
L'equip jugà a la lliga professional boliviana entre 1999 i 2006.

## Palmarès
- Copa Simón Bolívar (segona divisió):[3]
  - 1998